# Junges Bern
Junges Bern bylo švýcarské politické hnutí založené roku 1955 a rozpuštěné v roce 1996. Aktivní bylo především v komunální a kantonální politice (Bern). Významné nebylo ani tak členskou či voličskou základnou, jako svěžím duchem a poměrně radikálním příklonem k věcnému řešení problémů.
Nejvýznamnějšími představiteli byli farář a spisovatel Klaus Schädelin a právník a písničkář Mani Matter.